# Ответить за брата
«Отве́тить за бра́та» (англ. Brother's Keeper) — пилотный эпизод сериала «Полиция Майами» канала NBC. Эпизод открыл первый сезон одного из самых известных сериалов в истории американского телевидения и оказал значительное влияние на развитие жанра и стилистику полицейских процедуралов. Название «Brother’s Keeper» популярно в кинематографе и на телевидении и отсылает к Ветхому завету, истории Каина и Авеля.
Эпизод был снят в феврале-апреле 1984 года в Майами, премьерный показ в эфире канала NBC состоялся 16 сентября 1984 года. Сюжет эпизода «Ответить за брата» познакомил зрителей с главными героями, сотрудниками отдела нравов полиции Майами под прикрытием Санни Крокеттом и Рико Таббсом. Преследуя наркобарона Кальдерона, Таббс хочет расквитаться за смерть брата. Детективы ищут и находят «крота» в отделе полиции. Сюжет мести Таббса начинает внутреннюю сюжетную арку, заканчивающуюся к 5-му эпизоду 1-го сезона «Возвращение Кальдерона 2».
Эпизод в премьерном показе посмотрела аудитория 19,3 млн зрителей и он получил позитивную оценку специалистов. Две премии «Эмми», за работу оператора и звукооператора. Критики отметили новую стилистику и необычный взгляд на сложившийся жанр полицейского сериала: технически сложные съёмки на городской натуре, сюжет, образы главных героев, музыкальное сопровождение. Отдельные негативные оценки отмечали чрезмерное насилие и избитые клише полицейских сериалов.

## Сюжет
В прологе события начинаются в Нью-Йорке. Детектив Рико Таббс, занимается незаконным самостоятельным расследованием. Его брат Рафаель, также сотрудник полиции Нью-Йорка, погиб и виновен в этом наркобарон Эстебан Кальдерон. Преследуя преступника, Рико использовал документы брата и отправился вслед за Кальдероном в Майами. В то же время, детектив полиции Майами Санни Крокетт лишается напарника Эдди Ривера. В их автомобиль оказалась установлена бомба, сам Санни случайно остался жив и понимает, что произошла утечка информации. Крокетт внедрён в одну из местных наркобанд и действует под прикрытием наркодилера. Крокетт переживает тяжёлый развод – супруга Кэролайн не хочет делить его с работой. 
Санни также разрабатывает Кальдерона и пересекается с «Рафаелем»-Рико. После серии недоразумений они находят общий язык. Санни встречается с коллегой по работе Джиной Калабрезе. Они переспали, но у их романа пока нет продолжения. Джина и её коллега Труди Джоплин сотрудницы под прикрытием отдела полиции нравов. Они работают, как уличные проститутки. Джина, по наводке Санни, узнаёт о том, что Рико действует по чужим документам и сообщает об этом Санни. Однако детектив решает не давать огласку и не сообщать подробности своему руководителю лейтенанту Лу Родригесу. Таббс становится членом команды Санни. Прибытие Рико из Нью-Йорка удачно вписывается в легенду и они вместе выходят на одного из лейтенантов наркобарона, организуя покупку партии кокаина. Санни узнаёт, что «кротом» мафии, который виновен в смерти бывшего напарника был сотрудник DEA Скотт Уилер. Крокетт допрашивает и узнаёт у Уилера, где можно перехватить Кальдерона. Перед тем отправиться на опасную ночную операцию по задержанию, Санни делает звонок с телефона-автомата бывшей супруге и спрашивает были ли их отношения настоящими. Кэролайн соглашается. Операция по его задержанию проходит не совсем по плану, но Кальдерона удаётся арестовать.
Когда Санни и Рико на следующий день приезжают на первый допрос, оказывается, что Кальдерон, по недоразумению, освободился под залог в $2 млн и исчез. Детективы пытаются догнать его, но только провожают взглядом улетающий гидросамолёт. Санни и Рико решают продолжить совместную работу как напарники в полиции Майами.

## В ролях
- Дон Джонсон — Джеймс «Санни» Крокетт
- Филип Майкл Томас — Рикардо «Рико»/ Рафаэль Таббс
- Сандра Сантьяго — Джина Наварро Калабрезе
- Оливия Браун[англ.] — Труди Джоплин
- Грегори Сьерра — Лу Родригес
- Белинда Монтгомери — Кэролайн
- Майкелти Уильямсон — Леон Джефферсон
- Джимми Смитс — Эдди Ривера
- Джон Дил — Ларри Зито
- Мартин Ферреро — Трини Де Сото
- Мигель Пинеро — Эстебан Кальдерон
- Билл Смитрович — Скотти Уилер

## Концепция и сценарий
В январе 1984 года руководство канала NBC искало новинки для оживления телевизионного эфира очередного сезона. Вышедшие в начале 1980-х на экраны успешные сериалы и фильмы «Блюз Хилл-стрит» и «Сорок восемь часов» стали во многом прототипами будущего шоу. По их сюжету, чернокожий и белый герои, становились партнерами и друзьями. Критики отмечали в них инновационную манеру съёмок и харизматичных центральных персонажей. Канал был готов к высокобюджетному проекту
Идея создания сериала принадлежала одному из руководителей NBC, президенту Entertainment division Брэндону Тартикоф. Он видел шоу жанрово, как классический полицейский процедурал, но несущим свежие идеи телевидения 1980-х, ориентированным на молодую аудиторию. Рабочим названием стало MTV cops. В январе 1984 года Тартикоф поделился идеей с Энтони Ерковичем, продюсером и сценаристом «Блюза Хилл-стрит» и работа над сериалом началась. Еркович решил, что действие должно происходить в Майами, городе, который всегда вдохновлял его и представлялся своеобразной современной Касабланкой или Варварийским берегом. В газетной заметке продюсер прочитал, что около одной трети теневого оборота наркотиков страны проходит именно через южный морской город. Первое название пилотного эпизода было «Золотой берег» (Gold Cost). По распространённой легенде, концепцию сценария Тартикофф во время первой беседы с Ерковичем в ресторане, набросал на салфетке, но создатели сериала не подтверждали её. Еркович утверждал, что написал сценарий для 2-х часового полнометражного фильма задолго до событий. Затем переработал в пилотный эпизод и презентовал руководству NBC. Имя главного героя Санни Крокетта, Энтони позаимствовал у второстепенного персонажа «Блюз Хилл-стрит». Съёмки должны были пройти на производственной базе студии Universal, непосредственно в Майами, что значительно увеличивало бюджет, но создавало необходимую атмосферу.

## Команда и подбор актёров

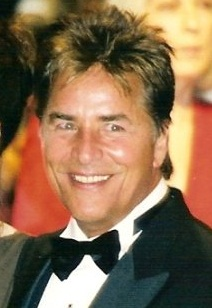
Дон Джонсон

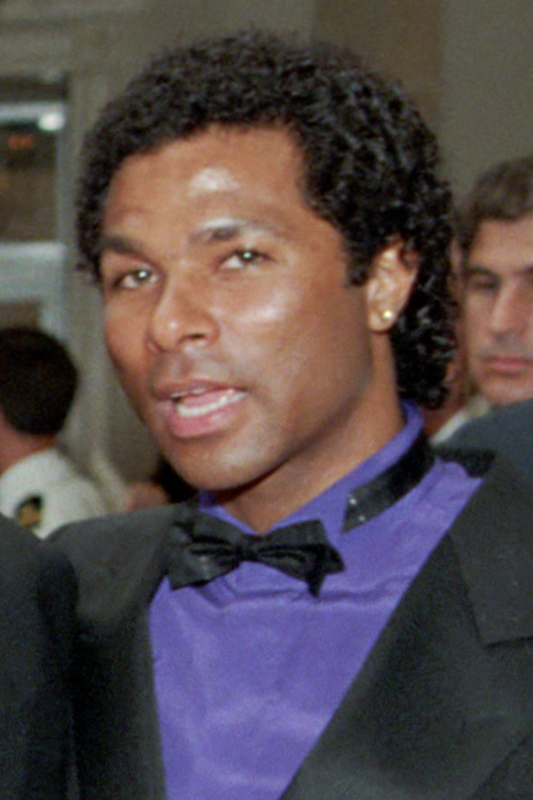
Филип Майкл Томас

Шоураннером сериала стал Майкл Манн. Поначалу предложение NBC не слишком его заинтересовало. Манн начинал как телевизионный продюсер, однако, в начале 1980-х, успел перейти в кино; снять, как режиссёр два полнометражных фильма. Манн не связывал дальнейшую карьеру с телевидением. Тем не менее его агент Джефф Берг настоял на том, чтобы Майкл прочитал сценарий и тот загорелся идеей.

Это было живо, дерзко, без почтения к авторитетам. Это было то, о чём я мечтал: раскачать возбуждающим современным рок-н-роллом жанр полицейского сериала. Я сказал: «Ладно, давайте попробуем»
Оригинальный текст (англ.)"It was vivacious, audacious, irreverent. It was something I'd been interested in doing for a long time: pump a contemporary rock and roll sensibility into a police-ier genre. So I said, 'Yeah, let's do it.' "
— Майкл Манн
Начиная с первого же эпизода он воплотил на экране стиль нового сериала, то, что в дальнейшем стало его визитными карточками: неонуар, насилие, модную одежду персонажей, электронную музыку в качестве саундтрека. Режиссёром пилотного эпизода стал Томас Картер. Он считался специалистом по открывающим эпизодам, став в 1982 году режиссёром пилота медицинской драмы «Сент-Элсвер».
Подбор актёров занял продолжительное время. В ходе кастинга Дона Джонсона и Филиппа Майкла Томаса отобрали из числа нескольких десятков других актёров. Кандидатуры показались весьма сомнительными и руководство канала дважды откладывало начало съёмок пилота. Джонсон и Томас к началу 1980-х состоялись, как телевизионные актёры, но их имена не были особенно известны. Филипп Майкл Томас до того сколько-нибудь заметную роль сыграл в картине «Чёрный кулак». Еркович заметил его по появлению в сериале «Старски и Хатч», как второстепенного персонажа. Джонсон «засветился» благодаря фильму «Парень и его собака» и сериалу «Отсюда в вечность».
Актёр имел не лучшую репутацию из-за пристрастия к спиртному и случайным связям. В NBC считали, что он похоронит проект. Майкл Манн предлагал на главную роль Ларри Уилкокса, звезду недавно закончившегося сериала CHiPs. Тем не менее, Еркович отстоял исполнителей, настаивая на том, что для передовой концепции сериала понадобятся новые лица. Последние сомнения руководства отпали, когда провели совместное прослушивание. Южная манера выговора Джонсона и нью-йоркская Томаса, хорошо сочетались друг с другом и они явно смотрелись, как экранная пара.

## Производство
Производство пилотного эпизода началось 5 февраля и продлилось до 5 апреля 1984 года. Съемки прошли в Нью-Йорке и Майами. Производство в Майами задержалось из-за беспорядков в марте 1984 года. Руководство сериала беспокоилось за жизни актёров и приостановило работы на некоторое время. Другая задержка возникла, когда один из местных консультантов сериала отказался сотрудничать, заявив, что шоу абсолютно «нереалистично и унизительно» изображает местную полицию. Трейлер пилота показали в передаче «Sunday Night Movies». Обычно затраты на эпизод в индустрии в то время составляли не более $400 тыс. Бюджет пилота мог достигать $1 млн и более. Однако, в данном случае, он составил $5 млн, что значительно превышало типичные расходы и стало рекордным показателем. $3 млн из этой суммы оплатила студия NBC и $2 млн вложила Universal. Другой причиной высокой стоимости стало то, что пилот снимался по стандартам полнометражного кино, на натуре в Майами. Впрочем, снять технически сложные эпизоды в ночном городе, с низким освещением, в студии было невозможно.
Одной их важных статей расходов стали права на музыкальное сопровождение популярных исполнителей того времени. В качестве ключевой композиции, лейтмотива серии, режиссёр Картер выбрал песню Фила Коллинза «In the Air Tonight». Она стала во многом прототипом для саундтрека всего сериала.
Предварительные показы для тестовой аудитории дали противоречивые результаты, тем не менее NBC подготовил показ пилота к осени 1984 года. Перед премьерным показом, руководство NBC потребовало цензурировать эпизод, сократив некоторые откровенные моменты и сцены связанные с насилием. В частности, купюрам подверглась история с посещением стриптиз-бара детективом Таббсом, а также сцена со взрывом автомобиля во флешбэке Санни Крокетта.

## Премьера и показатели
При премьерном показе эпизод не имел собственного названия, только «Miami Vice» в титрах. Только когда сериал прошёл синдикацию, он получил название «Ответить за брата» (Brother’s Keeper). Когда эпизод был отдельно издан на VHS, один из вариантов издания был «Miami Vice, Movie». На некоторых последующих изданиях на DVD/BR, его делили на две части «Brother’s Keeper (Part I)/(Part II)».
Премьерный показ состоялся 16 сентября 1984 года на канале NBC, в воскресенье в 21:00. В дальнейшем серии первого сезона «Полиции Майами» демонстрировался в пятницу вечером. Новое шоу отметилось хорошими показателями. С аудиторией 19,3 млн зрителей «Ответить за брата» занял второе место в недельном рейтинге, уступив только пилотному эпизоду ситкома «Скорая помощь». Шоу получило позитивную оценку критики, признание зрителей. Эпизод стал первым примером эфирной трансляции в стерео. Хотя, в 1984 году телевизионное оборудование для трансляции в стерео имелось только в Нью-Йорке.
Премьеру и производство последующих эпизодов администрация Майами встретила противоречиво. С одной стороны съёмки приносили прибыль местной экономике, с другой создавали не совсем позитивное представление о городе, как криминальной столице страны. В понимании администрации города сериал мог стать версией «Лица со шрамом». В своё время картина режиссёра Де Пальма, также снималась в Майами в 1982 году, но из-за трений с властями города, производство пришлось перенести в Лос-Анджелес. В связи с этим с телеканалом велось обсуждение о переименовании сериала.

## Критика

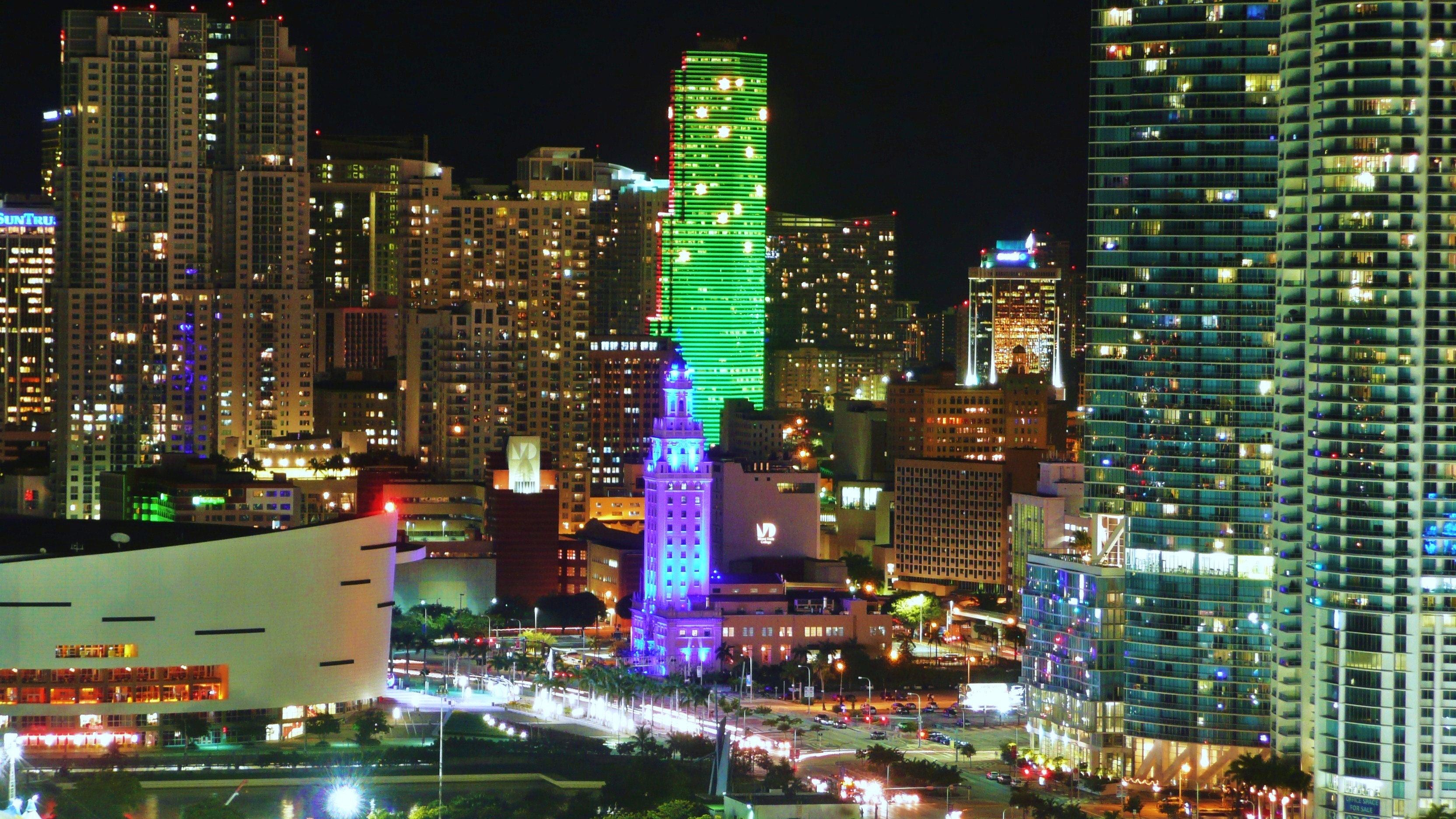
бульвар Бискейн, Майами (2010-е годы)

Специалисты прежде всего отметили техническое и визуальное мастерство съемок эпизода открывающего сериал. При продолжительности почти два часа (с рекламными вставками), он смотрелся как самостоятельный игровой фильм, с законченным сюжетом, авторской режиссурой и операторской работой. Редактор журнала «Film Comment» Ричард Джеймсон вспоминал: «невозможно было поверить, что такое снято для телевидения». Технически сложная постановка включала сцены и планы, которые раньше не встречались в сериалах.
Открывающий эпизод задал настроение всего сериала. Многие эпизоды снимались на улицах города, а не в павильоне, как обычно было принято на телевидении. Противопоставление ярко освещенных улиц днем и ночных сцен несколько раз встречается в эпизоде и в дальнейшем стало визитной карточкой сериала. Визуальное решение эпизода перекликается с фильмом «Вор» Майкла Манна. Тематически «Ответить за брата» перекликается с классикой нуара и неонуара, фильмами: «Касабланка», «Китайский квартал». Первая же фраза Санни Крокетта: «В Майами пять тысяч перекрестков, но этот чудак выбрал именно наш» («Five thousand street corners in Greater Miami and gumbo here gotta pick ours») - отсылает к словам героя Хамфри Богарта из «Касабланки».
Особое внимание критики привлекла поездка главных героев по ночному городу, бульвару Бискейн, на Ferrari Daytona. Продолжительная, почти 4-минутная сцена, с длинными планами, необычными ракурсами, снятыми широкоугольным объективом, была новинкой для телевидения того времени. Обозреватель New York Magazine Джон Леонард вспоминал: «Я уставился на колесо автомобиля … наверное нужно было думать о наркодельцах и продажных полицейских, но я как заворожённый смотрел на колесо».
Критики отметили продуманное режиссёрское решение. Как было свойственно всему первому сезону, сюжет в большей мере посвящен личной жизни героев. Санни Крокетт останавливает машину, чтобы позвонить и услышать голос бывшей жены. Посреди ночной улицы он заходит в ярко освещенную телефонную будку. Сцена хорошо выстроена и вписана в общий сюжет, подчеркивая моральную двусмысленность героев, которые вынуждены сочетать службу под прикрытием с семейной жизнью. Сцене предшествует раскрытие коррумпированного полицейского, а вслед за ней новоиспечённые напарники должны рисковать жизнью при задержании преступника. Композиция «In the Air Tonight» очень подошла для создания необходимой атмосферы

Сценарий острый и ароматный. Персонажи правдоподобны и выпуклы, игра превосходна, сценические переходы хорошо выстроены (с катерами в качестве главного средства передвижения в погонях). Сложная история воскресного пилота очень реальна, местами довольно жестока в том, как переданы полицейские операции. Однако там, где она касается человеческих отношений — проницательна и глубока, с изрядной долей юмора в острых диалогах.
Оригинальный текст (англ.)The scripting is sharp and flavorful. the characters believable and interesting, the performances excellent, the action sequences well staged (with speedboats the preferred chase vehicles). The complex story of Sunday’s pilot is grittily realistic —and at times quite violent— in its presentation of police action, but it deals with human relationships insightfully and sensitively, and there’s a lot of humor and more than a little genuine wit in the pungent often abrasive dialogue
— 
Специалисты отметили, что эпизод определил вступление в сериал, задав атмосферу и настроение. Созданный в стиле cold opening он заинтересовал зрителей и раскрыл характеры персонажей. The Miami Herald отметили хороший подбор актёров в том числе и актёров второго плана. Завязка классическая для нуара. У обоих главных героев сложная предыстория, которая их не отпускает, то, что называют детерминированной тиранией прошлого. Эпизод затрагивает темы, тогда не столь широко освещавшиеся в полицейских процедуралах. Необычной тогда была возможность намекнуть на коррупцию в рядах полиции, о чём рассказывается в истории лейтенанта Лу Родригеса. Сцена с раскрытием личности женщины-киллера, оказавшегося мужчиной, также в духе всей двойственной природы героев и также затрагивает сложные мотивы ранее не характерные для телевидения. Показательна открывающая сцена с флешбеком прошлого Таббса. Пилот начинается в Нью-Йорке и продолжается в Майами. На тёмных улицах Нью-Йорка, как характерно для нуара, кадра ограничен естественными «рамками», например, чётко освещенным пространством. В следующей сцене зритель переносится на залитые солнцем улицы Майами. Некоторые специалисты даже назвали поджанр начатый новым сериалом «солнечный нуар». 
Ричард Зоглин (Time) дал сдержанную оценку эпизоду, выделил достоверность происходящего, назвал его очередным «шоу о копах». Сцену с ручным аллигатором Крокетта, критик назвал вымученным юмором. Том Шале (Washington Post) отметил уровень насилия в эпизоде чрезмерным. Замечания также были высказаны в связи с большим количестве клише в серии. В частности, известный штамп о криминальной природе иммигрантов из Латинской Америки. В эпизоде это было связано с персонажем Трини Де Сото, «лейтенантом» наркобарона. Данная сюжетная линия перекликалось с картиной «Лицо со шрамом».

## Награды и признание
- Премия Гильдии сценаристов США (1986)[37]
- Премия «Эмми» за лучшую работу оператора и работу звукооператора, номинация за работу сценариста[38].
- Журнал «Vox» включил серию в число 25 эпизодов изменивших телевидение[39].

## Комментарии
1. ↑  «Then the LORD said to Cain, “Where is your brother Abel?” “I don’t know,” he replied. “Am I my brother’s keeper?”» - «И сказал Господь Каину: где Авель, брат твой? Он сказал: не знаю; разве я сторож брату моему?» Быт. 4:9 .
2. ↑  Of all the gin joints in all the towns in all the world, she walks into mine - «Из всех пивных всех городов всего мира, она выбрала мою».
3. ↑  немедленное раскрытие основного замысла в самом начале фильма или сериала, до открывающих титров.